# Helene Marie Fossesholm
Helene Marie Fossesholm, née le 31 mai 2001 à Vestfossen est une fondeuse norvégienne. Présentée comme la successeuse de Marit Bjørgen, en raison de ses résultats en junior (trois fois championne du monde junior), elle remporte son premier titre mondial en relais en 2021 à Oberstdorf.
Elle pratique aussi le VTT cross-country au niveau international.

## Carrière
Membre du club Eiker SK, Helene Marie Fossesholm entre en lice dans les compétitions nationales junior en 2018, pour directement finir en vainqueur à Beitostølen, à la fois sur cinq kilomètres et le sprint. Sur les Championnats de Norvège junior, elle domine sans partage, gagnant les trois courses individuelles, avec des marges importantes sur ses concurrentes. Sur le cinq kilomètres, elle se classe onzième de la compétition sénior à 54 secondes de Marit Bjørgen, avec qui elle est comparée en raison de sa puissance et sa poussée, même si elle est de petite taille (1,51 mètre) comme Therese Johaug. 
Entre 2014 et 2017, elle a dû être traitée à l'hormone de croissance en raison de sa taille anormalement petite.
En 2019, toujours aussi performante, elle est sélectionnée aux Championnats du monde junior à Lahti, où elle remporte trois médailles : l'or sur le relais, ainsi que la médaille d'argent sur le cinq kilomètres et le quinze kilomètres, à chaque fois derrière Frida Karlsson, le plus grand talent suédois. Elle est encore triple championne de Norvège junior cet hiver.
À l'été 2019, prenant part aux Championnats du monde junior de VTT à Mont-Sainte-Anne, Fossesholm remporte la médaille de bronze. Sur le Blink Festival, sur skis à rollers, elle bat notamment Ingvild Flugstad Østberg.
En décembre 2019, elle est incluse dans le groupe pour la Coupe du monde à Lillehammer, où elle profite pour marquer ses premiers points avec une 18e place sur le skiathlon, avant de se placer cinquième avec le relais. Ensuite gagnante en Coupe de Scandinavie à Nes (20 kilomètres libre), elle doit attendre l'étape de Falun pour revenir dans l'élite, où elle se classe cinquième du dix kilomètres libre à 37 secondes de Therese Johaug. Elle conclut sa saison à Oberwiesenthal, où elle devient double championne du monde junior sur le cinq kilomètres classique et le quinze kilomètres libre.
Pour entamer la saison 2020-2021, elle court son premier Nordic Opening et course par étapes, qu'elle termine au sixième rang, notamment en réalisant le deuxième temps de la poursuite en style libre le dernier jour. Quelques semaines plus tard à Lahti, elle se retrouve sur son premier podium sur une course de Coupe du monde à proprement parler, sur le skiathlon de Lahti, gagné par Johaug, mais où elle bat des fondeuses comme Heidi Weng ou Jessica Diggins dans le final. Sur le relais, elle obtient sa première victoire à ce niveau. Elle devient aussi championne de Norvège du dix kilomètres libre à Trondheim.
Aux Championnats du monde 2021, pour sa première sélection majeure, elle remporte le titre mondial du relais avec Heidi Weng, Therese Johaug et Tiril Udnes Weng et signe deux top dix en individuel : sixième du skiathlon et huitième du quinze kilomètres libre.

## Palmarès en ski

### Championnats du monde
| Épreuve / Édition        | Sprint                           | Sprint    | 10 km | 10 km                            | Skiathlon 2 × 7,5 km | 30 km | Relais | Relais               |
| Épreuve / Édition        | libre                            | classique | libre | classique                        | Skiathlon 2 × 7,5 km | 30 km | Sprint | 4 × 5 km             |
| Mondiaux 2021 Oberstdorf | Épreuve inexistante à cette date | —         | 8e    | Épreuve inexistante à cette date | 6e                   | 25e   | —      | Médaille d'or, monde |

Légende :
- : médaille d'or, première place
- : pas d'épreuve
- — : Non disputée par Fossesholm.

### Coupe du monde
- Meilleur classement général : 15e en 2021.
- 1 podium individuel : 1 deuxième place.
- 2 podiums en épreuve par équipes : 1 victoire et 1 troisième place.

#### Courses par étapes
- 1 podium d'étape au Nordic Opening.

#### Classements détaillés
| Saison / Épreuve | Saison / Épreuve | Général | Général | Distance | Distance | Sprint | Sprint | Tour de ski depuis 2007 | Finales depuis 2008              | Nordic Opening depuis 2011 |
| ---------------- | ---------------- | ------- | ------- | -------- | -------- | ------ | ------ | ----------------------- | -------------------------------- | -------------------------- |
| Saison / Épreuve | Saison / Épreuve | Class.  | Points  | Class.   | Points   | Class. | Points | Tour de ski depuis 2007 | Finales depuis 2008              | Nordic Opening depuis 2011 |
| 2020             | 2020             | 58e     | 61      | 37e      | 61       | -      | -      | -                       | -                                | -                          |
| 2021             | 2021             | 15e     | 439     | 9e       | 359      | -      | -      | —                       | Épreuve inexistante à cette date | 6e                         |

### Championnats du monde junior
- Lahti 2019 :
  -  Médaille d'or en relais.
  -  Médaille d'argent au cinq kilomètres libre.
  -  Médaille d'argent au quinze kilomètres classique.
- Oberwiesenthal 2020 :
  -  Médaille d'or au cinq kilomètres classique.
  -  Médaille d'or au quinze kilomètres libre.

### Championnats de Norvège
- Championne sur dix kilomètres libre en 2021.

### Coupe de Scandinavie
- 1 victoire.

## Palmarès en VTT

### Championnats du monde
- Mont-Sainte-Anne 2019
  -  Médaillée de bronze du cross-country juniors

### Championnats de Norvège
- 2021
  -  Championne de Norvège de cross-country